# Никол, Лори
Лори Никол (англ. Lori Nichol, в русскоязычных источниках часто Николь; род. 1963) — канадский хореограф и тренер по фигурному катанию. Включена во Всемирный, канадский и американский залы славы фигурного катания.

## Биография
Никол родилась в 1963 году. Встала на коньки в четыре года на катке заднего двора, где катались её мать и отец. После переезда семьи из Лондона, Онтарио в США, Лори была записана в местную секцию фигурного катания. Занималась под руководством Дона Лоуса, не достигнув особых успехов в спортивной карьере.
Никол отдавала предпочтение не прыжкам и вращениям, а артистической стороне катания — движению рук и тела, музыкальным акцентам. Выступала в ледовом шоу Джона Карри, и завоевала серебряную медаль на чемпионате мира среди профессионалов 1983 года. Получив травму, она вернулась в Канаду, где работала в спортивном клубе «Гранит» (Торонто).
Для профессионального развития в качестве хореографа, она посещала группы других тренеров, работая с их учениками над постановкой программ. В 1992 году Лори ставила хореографию, воспитаннице Фрэнка Кэрролла, юной Мишель Кван, которая впоследствии стала одной из самых титулованных фигуристок в истории.
В 2006 году стала хореографом Патрика Чана. В 2010 году наставник Дон Лоус отказался работать с Чаном, в связи с чем Никол, на протяжении двух лет, была и одним из тренеров фигуриста. Продолжительное время работает со сборной Китая, ставя программы как одиночникам и одиночницам, так и спортивным парам.

## Признание
В 2012 году введена в Зал славы фигурного катания Канады. На тот момент, её карьера длилась тридцать лет, за которые фигуристы с её программами завоевали сорок пять медалей чемпионатов мира и Олимпийских игр. К самым известным работам Никол относят «Саломею» Мишель Кван, «Историю любви» Жами Сале и Давида Пеллетье, «Самсон и Далила» Джоанни Рошетт.
В 2013 году Лори была включена в Американский зал славы фигурного катания, а в следующем году во Всемирный зал славы. В связи с чем, президент Skate Canada Леанна Карон оценила её вклад в фигурное катание:
Лори Никол — хореограф мирового уровня. Она произвела настоящую революцию в нашем спорте. Её подход к созданию программ уникален — в технически сложные постановки легко вписываются музыкальные акценты и «фишечки», отражая индивидуальность каждого фигуриста, что вызывает восхищение.
Китайская спортивная пара Суй Вэньцзин и Хань Цун в 2019 году стали чемпионами мира с «волшебной», по мнению Елены Вайцеховской, постановкой «Дождь в твоих карих глазах» за авторством Никол. Российский фигурист, олимпийский чемпион Максим Траньков одной из причин успеха Суй и Ханя считал их постановщика:
У китайцев есть оружие, которое некому у нас переплюнуть, к сожалению. Это хореограф Лори Никол. Она ставит фантастические программы, прививает их парам абсолютно не китайское катание. У нас своей Лори Никол нет. Главное в китайском катании — хореограф. Люди видят их программы и хореографию и обо всем забывают.

## Сотрудничество
Никол в ходе работы хореографом сотрудничала со множеством фигуристов, становившихся с её постановками победителями или призёрами международных и национальных соревнований:
- Мао Асада.
- Томаш Вернер.
- Тимоти Гейбл.
- Джессика Дюбэ и Брайс Дэвисон.
- Мишель Кван.
- Денис Тен.
- Каролина Костнер.
- Саша Коэн.
- Эван Лайсачек[25]
- Беатрис Леанг.
- Мира Льюнг.
- Кимми Майсснер.
- Брэндон Мроз.
- Мирай Нагасу[25]
- Юки Нисино.
- Нобунари Ода.
- Джоанни Рошетт.
- Жами Сале и Давид Пеллетье.
- Фумиэ Сугури.
- Шэнь Сюэ и Чжао Хунбо.
- Татьяна Тотьмянина и Максим Маринин.
- Рэйчел Флатт[25]
- Патрик Чан.
- Кэролайн Чжан.
- Алисса Чизни.
- Ли Цзыцзюнь.